# سالارا
سالارا (به ایتالیایی: Salara) یک کومونه در ایتالیا است که در استان روویگو واقع شده‌است.

## خصوصیات
سالارا ۱۴٫۳ کیلومترمربع مساحت و ۱٬۲۲۱ نفر جمعیت دارد و ۷ متر بالاتر از سطح دریا واقع شده‌است.